# Bria (subprefektur)
Bria är en subprefektur i Centralafrikanska republiken.   Den ligger i prefekturen Haute-Kotto, i den centrala delen av landet, 500 km nordost om huvudstaden Bangui. Antalet invånare är 43 322.
I omgivningarna runt Bria växer huvudsakligen savannskog. Runt Bria är det mycket glesbefolkat, med 3 invånare per kvadratkilometer.